# Vicinal (chimie)

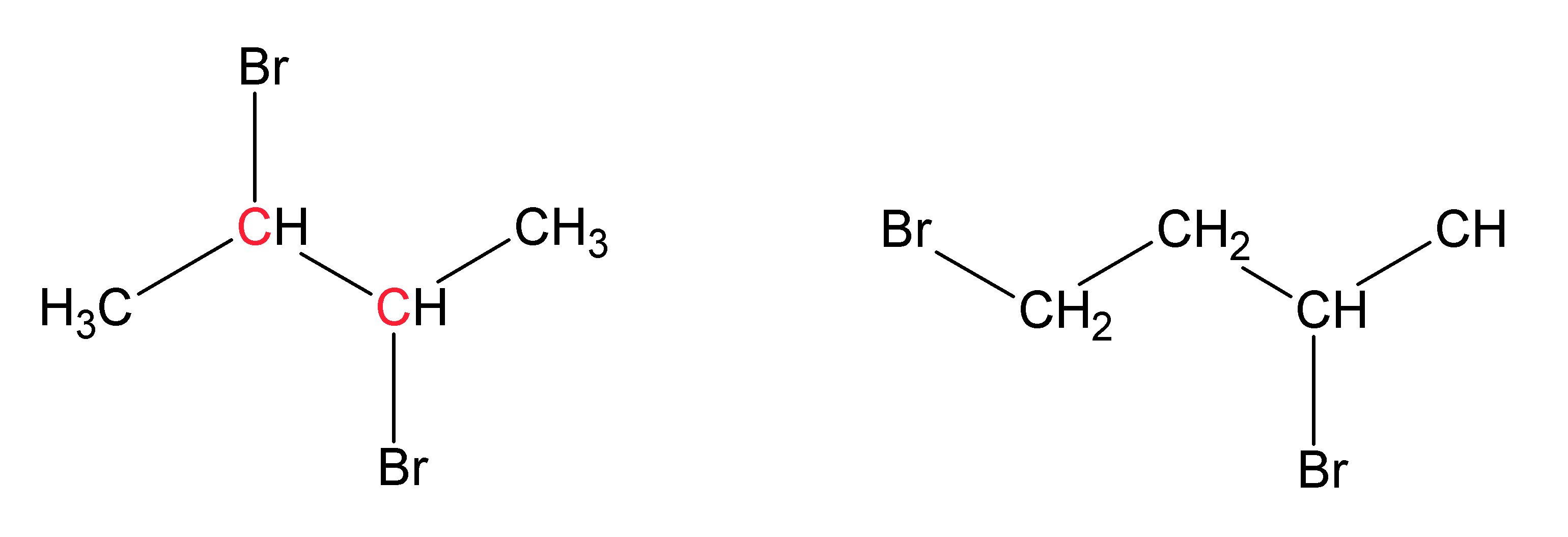
2,3-dibromobutane (à gauche) et 1,3-dibromobutane (à droite). Les atomes de carbone contenant des groupes fonctionnels vicinaux, sont marqués en rouge.

En chimie, le terme vicinal (du latin vicinus = voisin) désigne deux groupes fonctionnels attachés à deux atomes de carbone adjacents i.e. en α l'un de l'autre. Par exemple (voir la figure), la molécule de 2,3-dibromobutane contient deux atomes de brome vicinaux tandis que le 1,3-dibromobutane n'en a pas.
De la même façon, dans un gem-dibromure, le préfixe gem, une abréviation de géminal, signale que les deux atomes de brome sont situés sur le même atome. Par exemple, le 1,1-dibromobutane est géminal.
Comme d'autres concepts tels que syn/anti, endo/exo, les descripteurs 'vicinal/géminal' aident à la compréhension des relations spatiales et structurelles de différentes parties d'une même molécule. L'adjectif 'vicinal' est parfois restreint aux molécules avec deux groupes fonctionnels identiques. A contrario, le terme peut aussi être étendu aux substituants sur cycle aromatique.